# Église Saint-Louis de Buffalo
 (février 2023).
Si vous disposez d'ouvrages ou d'articles de référence ou si vous connaissez des sites web de qualité traitant du thème abordé ici, merci de compléter l'article en donnant les références utiles à sa vérifiabilité et en les liant à la section « Notes et références ».
L'église Saint-Louis de Buffalo est une église située aux États-Unis dans l'État de New York, dans la ville de Buffalo.  
L'architecte est l'agence new-yorkaise Schickel & Ditmars (en) spécialisée dans les édifices religieux qui s'est inspirée ici du gothique français du XIVe siècle, avec des éléments du gothique allemand.
La tour comprend une horloge et une flèche ajourée qui est la plus haute jamais construite entièrement en pierre sans renfort. Rappelant les flèches de la cathédrale de Cologne dans l'Allemagne natale de l'architecte Schickel, elle est réputée être la seule flèche ajourée restante aux États-Unis.
La nef est divisée par des colonnes de granit poli avec des chapiteaux en pierre richement sculptés.

## Historique
La paroisse est créée le 5 janvier 1829 avec un terrain fourni par Louis Stephen LeCouteulx de Caumont, un noble français. La première église est achevée en 1831. La congrégation est en grande partie française, allemande et irlandaise. En 1837, les membres irlandais sont partis pour fonder l'église Saint-Patrick, à Washington et Clinton. Une plus grande église en brique sur le même site est achevée en 1843. En 1846, un grand groupe de fidèles français se retire pour former leur propre paroisse. Parmi les paroissiens allemands se trouvaient des hommes d'affaires prospères et très respectés.
Elle est construite de 1886 à 1889 pour remplacer l'église de la paroisse détruite par un incendie en 1885.

## Dimensions
Les dimensions de l'édifice sont les suivantes ;
- Hauteur sous voûte ; 22,9 m
- Longueur extérieure ; 71,3 m
- Hauteur de la flèche de la tour ; 74,7 m
- Largeur : 40,8 m

L'église peut accueillir 1 900 personnes.